# Seleção Mineira do Século XXI - Rádio CBN 106.1
O prêmio Seleção Mineira do Século XXI - Rádio CBN 106.1 foi uma premiação criada pela Rádio CBN no ano de 2010 para eleger a Seleção dos jogadores que atuavam nos clubes mineiros durante a primeira década do Século XXI. Ocorreu uma única vez, selecionando a seleção através de votos de jornalistas do estado.

## A premiação
No dia da premiação, os 11 escolhidos receberam seus troféus da equipe da CBN em cerimônia realizada no Automóvel Clube de Belo Horizonte.
Além das 11 posições e do técnico, foram eleitos o melhor jogador e o artilheiro da década ( Guilherme de Cássio Alves ).

### Seleção Mineira do Século XXI
Local do evento: Automóvel Clube de Belo Horizonte
| Pos.:Posição | Nome           | Clube            |
| ------------ | -------------- | ---------------- |
| G            | Fábio          | Cruzeiro         |
| LD           | Cicinho        | Atlético Mineiro |
| Z            | Cris           | Cruzeiro         |
| Z            | Cláudio Caçapa | Atlético Mineiro |
| LE           | Leandro        | Cruzeiro         |
| V            | Augusto Recife | Cruzeiro         |
| V            | Maldonado      | Cruzeiro         |
| M            | Gilberto Silva | Atlético Mineiro |
| M            | Tucho          | América Mineiro  |
| A            | Guilherme      | Atlético Mineiro |
| A            | Marques        | Atlético Mineiro |
| T            | Levir Culpi    | Cruzeiro         |

| Prêmio         | Nome         | Clube            |
| -------------- | ------------ | ---------------- |
| Melhor jogador | Marques      | Atlético Mineiro |
| Artilheiro     | Guilherme    | Atlético Mineiro |
| Melhor árbitro | Miguel Alves | —                |
| Homenageado    | Taffarel     | —                |

Jogadores do banco de reservas da Seleção: Bruno (G); Luisinho Netto (LD); Wellington Paulo (Z); Edu Dracena (Z); Ruy (LE); Rafael Miranda (V); Dudu "Pitbull" (V);Tchô (M); Alex (M); Alex Alves (A); Euller (A).